# Le Lutteur et le Clown
Pour plus de détails, voir Fiche technique et Distribution.
 Le Lutteur et le Clown (en russe : Борец и клоун, Borets i kloun) est un film soviétique réalisé par Boris Barnet et Konstantin Youdine sorti en 1957. Le film relate de façon romancée l'histoire du célèbre lutteur Ivan Poddoubny et du clown Anatoli Dourov, le premier de l'illustre famille du cirque russe.

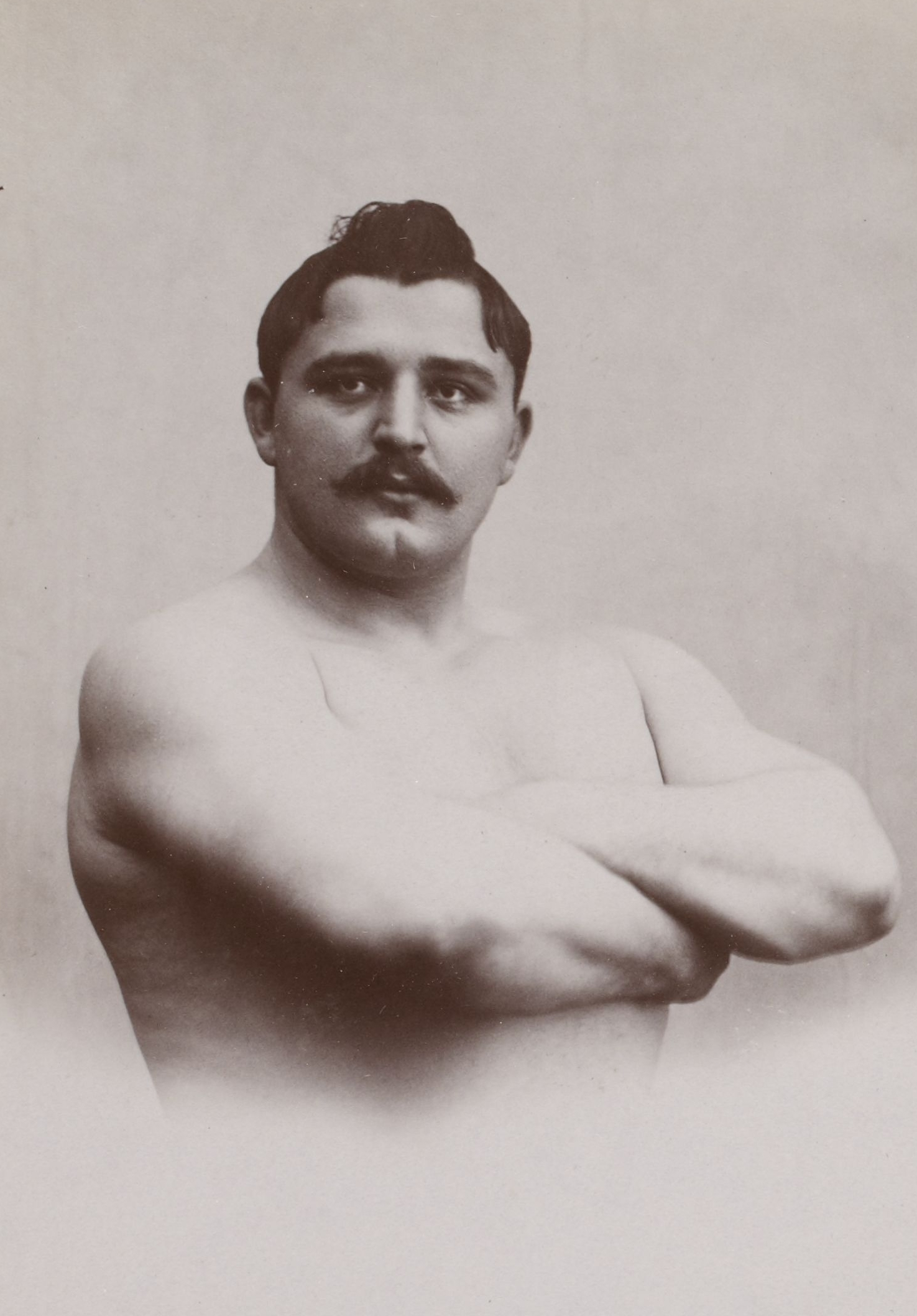
Raoul le Boucher
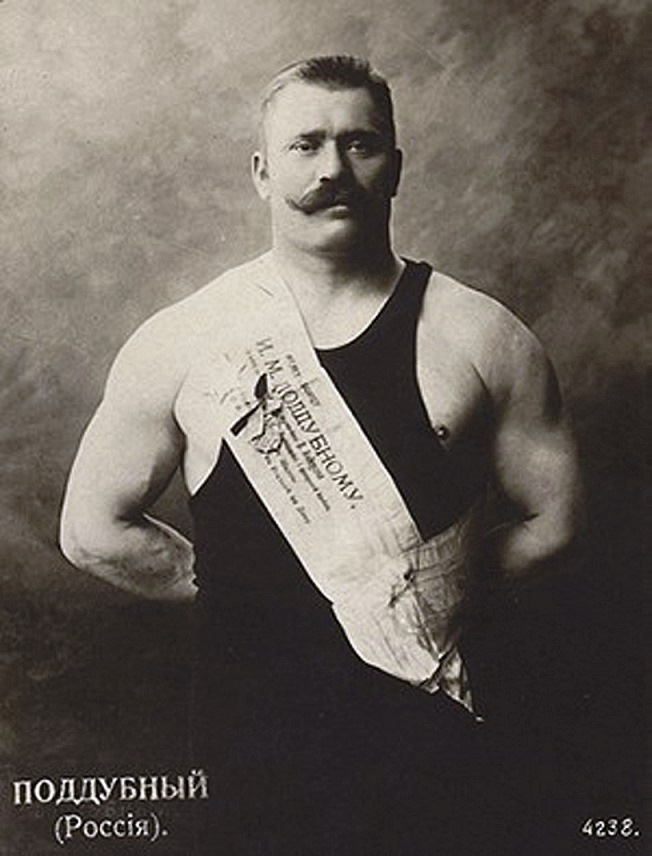
Ivan Poddoubny
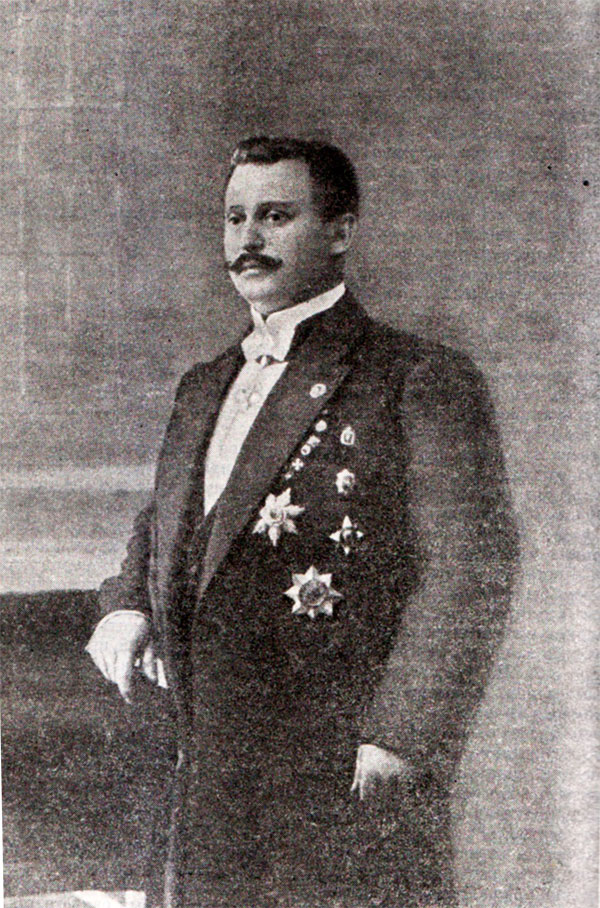
Anatoli Dourov

## Synopsis
Ivan Poddoubny débarque de Théodosie à Odessa où il rencontre son ami Nikita, un docker (un va-nu-pieds), à qui il confie qu'il n'est pas venu pour travailler dans leur artel mais tenter sa chance en tant que lutteur. En chemin, il rencontre Anatoli Leonidovitch Dourov dont le cirque a brûlé et qui cherche à être embauché comme pitre. Ensemble, ils arrivent au cirque du tonitruant seigneur Giuseppe Truzzi qui a beaucoup de problèmes avec sa fille Estérina qui file le parfait amour avec Orlando considéré par le directeur du cirque comme un vaurien. Ivan n'a pas de problème pour être engagé, car son gabarit et sa renommée plaident en sa faveur, mais Dourov n'est accepté que grâce au soutien du lutteur qui promet de travailler à l'œil pendant une semaine si pendant cette période le clown n'a pas de succès.
Dès son arrivée Ivan, le colosse, fait la connaissance de Maroussia, appelée plus familièrement Mimi, une trapéziste menue, épuisée par les exigences de Truzzi qui lui demande toujours plus. Auprès de lui elle trouve réconfort et appui et instantanément l'un et l'autre partagent amitié et admiration. De son côté, Anatoli Dourov obtient un contrat car il triomphe auprès du public avec ses cochons dressés qui sont une allégorie des dignitaires lesquels n'apprécient pas d'être tournés en ridicule. Mais sa réussite menace le statut de M. Tanti et d'Enrico, deux autres clowns.
Maroussia et Ivan sont de plus en plus proches l'un de l'autre et avec Dourov ils aident Estérina Truzzi et Orlando à s'unir mais cette période de paix va être trop courte. Enrico ajoute de la chaux à la poudre de maquillage d'Anatoli qui doit être amené à l'hôpital tandis qu'Ivan, sous le chapiteau remporte haut la main le championnat de lutte à la ceinture. Il refuse le bouquet que lui tend Enrico, car il comprend que c'est lui qui a trafiqué le maquillage de son ami. Heureusement il apprend qu'Anatoli guérira mais malheureusement, lors de la prolongation d'un numéro de trapèze, Mimi tombe et se tue.
Effondré, Ivan ne voulant plus travailler sous ce chapiteau de malheur part à Moscou travailler dans le cirque de l'allemand Solomonski laissant sur place Anatoli qui est obligé de rester à cause de son contrat.
Le temps passe... Alors que Dourov est en tournée à Moscou, il reçoit la visite d'Enrico qui vient le voir pour lui faire part de son admiration et lui avouer son forfait. Il veut d'ailleurs lui rendre service en le remplaçant car Anatoli doit rester à la maison, son fils étant gravement malade. Le directeur du cirque n'accepte pas qu'ainsi Dourov ne respecte pas son contrat; il envoie la police et le père accablé de chagrin doit faire son numéro. Le malheureux rompt son contrat malgré tout ce que cela va lui coûter mais Enrico vient à son secours en déclarant au patron que lui et ses amis l'aideront à rembourser.
Dourov retourne à Odessa où il retrouve Ivan Poddoubny en compagnie de Nikita et de ses collègues qui fêtent le départ de l'athlète pour Saint-Pétersbourg où il doit participer au championnat mondial de lutte. Mais Anatoli contrevenant aux lois sur l'élevage des animaux est amené au poste par Indioukov, un policier. En route, sur son petit char tiré par un énorme porc il croise le gouverneur de la ville qui ne supporte pas qu'une carriole tirée par un cochon parodie une calèche tirée par un magnifique cheval. Courroucé l'édile ordonne que le pitre quitte Odessa.
À Saint-Pétersbourg, le manager de Raoul le Boucher tente de soudoyer Poddoubny pour qu'il laisse gagner son protégé afin d'empocher l'argent des parieurs mais l'aigrefin est renvoyé énergiquement. Le lutteur français redoutant une défaite se fait masser à l'huile d'olive. Lors du combat, les juges constatant la tricherie veulent tout de même que le combat continue après avoir essuyé le corps. Ivan, écœuré, refuse de poursuivre le combat dans ces conditions et laisse le titre à son adversaire.
Démoralisé, il retourne dans sa campagne chez sa mère et son père, Maxime, où il participe aux travaux des champs, conduit la télègue, etc. et retrouve Alena qui l'aime toujours et avec qui il ferait bien sa vie. Cependant lors de la fête au village, poussé par son amie et par sa mère il rentre dans un cirque où on lui fait une ovation. Il ne résiste pas, reprend ses tournées et se retrouve à Paris où il doit à nouveau affronter Raoul Boucher. Fish ayant conservé ses aptitudes pour l'escroquerie rencontre Monsieur Capouletto pour qu'il mise une grosse somme sur le lutteur russe. L'escroc s'assure le concours d'une dame qui doit inviter Ivan au restaurant et le faire boire. Dourov essaie bien de s'interposer mais son ami ne tient pas compte de ses conseils et à table continue à boire, et à boire...du thé. La dame en question est Estérina qui lui a bien sûr révélé le complot. Et le combat se déroule...On peut deviner la fin et, de retour à Odessa, Nikita et ses camarades enfouissent leur copain dans des bouquets de fleurs.

## Fiche technique
- Titre original : Борец и клоун (Borets i kloun)
- Titre français : Le Lutteur et le Clown
- Réalisation : Konstantin Youdine et Boris Barnet
- Scénario : Nikolaï Pogodine
- Musique : Youri Sergueïevitch Birioukov (ru).
- Direction musicale : Arnold Roitman à la tête de l'Orchestre symphonique d'État de l'URSS pour l'art cinématographique
- Décors : Boris Robertovitch Erdman (ru) et Vassili Petrovitch Chtcherbak
- Costumes : M. Joukova
- Maquillage : I. Tchetchenine
- Photographie : Sergueï Sergueïevitch Polouianov (ru)
- Directeur adjoint de la photographie : Sergueï Kagramanov
- Effets spéciaux : Igor Alekseïevitch Felitsyne (ru) et N. Zvonariov
- Son : Viktor Mikhaïlovitch Zorine (ru)
- Montage : Tatiana Zintchouk
- Production : Lev Grigorievitch Dourassov (ru)
- Directeur de production : Valentin Maslov
- Société de production : Mosfilm
- Éditeur : Grigori Borissovitch Mariamov (ru)
- Affichiste : Mikhaïl Vladimirovitch Manouïlov
- Pays de production :  Union soviétique
- Langue originale: russe
- Format : Couleurs (Magicolor) - 35 mm - Son mono
- Genre : drame et sport
- Durée : 95 minutes
- Date de sortie :
  - URSS : 9 décembre 1957

## Distribution[1],[2]
- Grigori Abrikossov : Monsieur Fish
- Iya Arepina : Maroussia Nikolaïevna dite Mimi, la trapéziste
- Vassili Dmitrievitch Bokarev (ru) : le chef des juges
- Boris Choukhmine : épisode
- Vladimir Dorofeïev (ru) : épisode
- Zoïa Fiodorova : Odessitka
- Galina Frolova : Zelionaïa
- A. Glouchtchenko : un spectateur
- Nikolaï MatveïevitchGorlov (ru) : un docker dans le port d'Odessa
- Alexandre Goumbourg : Maxime Poddoubny, le père d'Ivan
- Polina Tabatchnykova-Niatko : la mère d'Ivan
- Ivan Gouzikov : le fakir
- Vitold Ianpavlis : un policier
- Kiounna Ignatova (ru) : Estérina Truzzi, fille du directeur du cirque
- Vladimir Issaïev : épisode
- Stepan Kaïoukov : Vania, organisateur de spectacles de lutte
- Maïa Kazakova (ru) : Aliona, fiancée d'Ivan
- Alexandre Khokhlov (ru) : Capouletto
- Aleksandr Khvylia : l'entraîneur de Raoul le Boucher
- Afanassi Ivanovitch Kotchetkov (ru) : un policier
- Iouri Krotenko : un client dans la taverne
- I. Krymtchak : le gouverneur
- Aleksandr Ivanovitch Lebedev (ru) : un garçon dans le magasin
- Tamara Loguinova (ru) : femme de Dourov
- Vladimir Makhov : épisode
- Aleksandr Grigorievitch Mazour (ru) : Masque noir, un des lutteurs et consultant pour l'équipe technique
- Iouri Medvedev (ru) : Nikita, le docker copain d'Ivan
- Viktor Miagki : l'arbitre
- Alexandre Mikhaïlov : Anatoli Dourov, le clown
- Alekseï Mironov : épisode
- Vladimir Mouraviev (ru) : copain de Fish
- Boris Petker (ru) : Giuseppe Truzzi, le directeur du cirque
- Evseï Ronski : un joueur
- Anatoli Soloviov (ru) : Raoul le Boucher, le lutteur français
- Grigori Spiegel (ru) : Solomonski, directeur de cirque
- Gueorgui Svetlani (ru) : le violoniste
- Pavel Tarassov : un spectateur
- Stanislav Tchekan : Ivan Poddoubny, le lutteur
- Leonid Toptchiev : Orlando, l'amoureux d'Estérina
- Sergueï Sergueïevitch Tsenine (ru) : Son Excellence
- Vladimir Tsoppi : un magistrat
- Gueorgui Vitsine : Enrico, un clown
- Ivan Zalesski : un médecin
- Firs Zemtsev : un cascadeur

Des artistes du cirque national ont participé au tournage :
- M. Alexeïev
- Vitali Beloglazov : épisode
- A. Lagranski : clown
- Boris Pavlovitch Manjeli : spectacle équestre
- E. Plokhotnikov : dompteur
- Ya. Selifanov
- Valentina Sourkova : la trapéziste
- Petr Tcherbak
- V. Yanovski

## Autour du film
- Ce film commencé par Konstantin Youdine fut poursuivi par Boris Barnet après le décès de son prédécesseur.
- Boris Barnet ayant été boxeur, ce film est enrichi de son expérience personnelle.
- Les héros principaux du film, Ivan Poddoubny et Anatoli Dourov, ont réellement existé et ont été célèbres dans leur pays.
- Pour le moment, en France, ce film n'est pas été édité en DVD. Ensuite, trois autres films retraçant la vie d'Ivan Poddoubny ont été tournés dont les références sont fournies dans la page Wikipédia consacrée à son existence.
- Des commentaires et un synopsis différent se trouvent dans le lien externe n°1.
- Ce film peut être visionné sur ce site[3].
- Jean Luc Godard, en 1959, dans le numéro 94  des Cahiers du Cinéma avait écrit au sujet de ce film. L'article, ayant été traduit en russe, est consultable dans cette langue[4].